# قرارداد با مرگ (نمایشنامه)
قرارداد با مرگ (به لهستانی:  Kontrakt) نمایشنامه‌ای است از اسلاومیر مروژک، داستان‌نویس، طنزپرداز و نمایش‌نامه‌نویس لهستانی. داریوش مودبیان ابن نمایشنامه را به فارسی ترجمه کرده‌است.

## موضوع
داستان نمایش «قرارداد با مرگ» با حضور نویسنده‌ای پیر آمریکایی آغاز می‌گردد که دیگر محبوبیت خود را از دست داده است او پانزده سالی است که در یک هتل قدیمی و کهنه در کشور سوئیس زندگی می‌کند و همچنان در انتظار است که هالیوود آن را به همکاری فرا بخواند تا دوباره شهرت و محبوبیت و مخصوصاً پول به دست آورد. مهلت قرارداد او با هتل سر آمده و تنها پولی که برائ او باقس مانده مخارج یک هفته اقامت در همین هتل است. برای اینکه بتواند از پرداخت نهایی بگریزد و در ضمن آبرو و شرافت خود را حفظ کند حاضر است هتل و به همراه آن خود را از میان بردارد و محو و نابود گرداند. در این میان با جوانی تیز هوش و جاه طلب که متخصص در همه امور می‌نماید و تازه به شغل نگهبانی شب در هتل مشغول شده آشنا می‌گردد. نویسنده با جوان قراردادی منعقد می‌کند مبنی بر: از میان بردن او پیش از سر آمدن قرار دادش با هتل! پس از عقد قرار داد به یکباره ترس از مرگ و میل به زندگی به سراغ نویسنده می‌آید. قرارداد قابل فسخ نیست و جوان خود را موظف به انجام تعهدش در قبال قرار داد می‌داند اینجا بازی خنده‌آور اما رعب‌آور موش و گربه جنگ و گریز کودکانه و…میان این دو آغاز می‌گردد.

### اجرا در ایران
داریرش مودبیان این نمایشنامه را با همکاری گروه تئاتر مردم به سرپرستی علی نصیریان از ۱۷ فروردین تا ۲۶ اردیبهشت ۱۳۹۲ در تماشاخانه ایرانشهر(تهران) به روی صحنه برده است. در این اجرا مودبیان و کوروش سلیمانی در نقش نویسنده پیر و نگهبان هتل بازی کرده‌اند.